# Hove (Ruppichteroth)
Hove ist ein Ortsteil der Gemeinde Ruppichteroth.

## Geographie
Das Dorf liegt auf den Hängen des Bergischen Landes. Im Westen liegt Etzenbach, im Nordosten Hambuchen, im Osten Niedersaurenbach und im Südwesten Scheid. 

## Geschichte
1666 lebte hier laut der damaligen Huldigungsliste der Halfe Johannes.
1809 hatte der Ort 37 katholische Einwohner.
1910 waren für Hove die Haushalte Maurer Wilhelm Faßbender, Ackerer Heinrich Haas, Tagelöhner Peter Josef Happ, Invalide Wilhelm Happ, Bremser Wilhelm Heismann, Ackerin Witwe Wilhelm Heismann, Arnold Krämer, Tagelöhnerin Witwe Peter Krämer, Ackerer Joh. Ludwig, Ackerer Heinrich Müller, Näherin Regina Orth, Tagelöhner Joh. Schmitt, Stellmacher Heinrich Schumacher und Ackerer Wilhelm Weinand verzeichnet.